# Animaux dans l'Égypte antique
Dès la préhistoire, la plupart des animaux vivant dans l'Égypte antique furent sacralisés et idolâtrés. Ils étaient considérés comme des incarnations vivantes de principes divins et furent associés à des divinités.
Les temples élevaient dans des enclos sacrés des animaux en rapport avec les dieux qui y étaient vénérés. Les animaux morts (du moins, les plus importants) avaient droit à une momification et à un enterrement cérémonial. On a retrouvé de grandes quantités d'animaux momifiés (chat, taureau, crocodile, oiseau, etc.)
Il faut cependant bien différencier deux types de dévotion autour des animaux : le culte des Uniques et celui des Multiples : 
- Les Uniques : certains animaux étaient, en effet, considérés comme des hypostases du dieu sur terre, un équivalent des statues de culte, réceptacles terriens de la divinité. Après sa mort naturelle, l'animal était momifié et inhumé avec tous les honneurs, puis on recherchait son successeur. L'animal devait, en effet, répondre à des critères physiologiques précis (pour un bœuf par exemple, couleur du pelage, certaines taches précisément disposées sur le corps…). Le nouvel « élu » allait alors passer sa vie au sein du temple, dans un enclos luxueux. L'Unique le plus célèbre est sans nul doute le taureau Apis au Sérapéum de Memphis dont le culte a perduré de l'époque thinite jusqu'à l'époque ptolémaïque et qu'Hérodote décrit dans son Enquête. Mais il en existe d'autres comme les taureaux Mnévis et Boukhis ou les béliers de Banebded et d'Éléphantine.

- Les Multiples : les animaux momifiés en « masse » sont un phénomène qui se développe surtout pendant les époques tardives. Les temples élèvent dans leurs enceintes des centaines d'animaux qui sont destinés à être offerts par des particuliers en « ex-voto » (cadeau votif) à la divinité, ce qui entraîne le développement d'immenses catacombes animalières (comme à Saqqarah). On possède des témoignages illustrant notamment l'existence de grandes volières à ibis (Tounah el-Gebel), ou encore des traces archéologiques de « couveuses » pour les œufs de crocodile (Médinet Mâdi). Les études pratiquées sur ces momies démontrent que les animaux pouvaient être abattus (on a par exemple découvert des momies de chats qui étaient en fait remplies de plusieurs chatons) ou que l'on pouvait sélectionner seulement une partie du corps de l'animal (comme des « momies » constituées exclusivement de pattes d'ibis). Ce véritable commerce, sans doute très rentable pour les temples, a d'ailleurs entraîné des abus et on a des attestations de procès contre des prêtres qui avaient vendu de fausses momies. La demande d'animaux destinés à cet usage, bien plus élevée que l’élevage ne pouvait en offrir (plus de soixante-dix millions auraient été embaumés)[1], conduisit les embaumeurs à se contenter de « parties » de l'animal, ou même d'objets s'y rapportant (seule une momie sur trois contenait un animal complet, et un autre tiers ne contenait qu'un morceau de l'animal)[2]. Cela dit, le soin apporté à ces momies prouve qu'il n'y avait pas grande différence entre elles aux yeux des Égyptiens, malgré leur différence de contenu.

## Les animaux dans l'écriture égyptienne

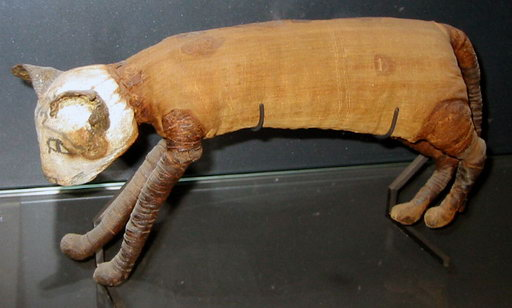
Momie de chat (Musée du Louvre)

L'écriture des Égyptiens de l'Antiquité, les hiéroglyphes, utilisent de très nombreux animaux dans un sens figuratif, mais également symbolique et phonétique.
| E1 |

| E1 |

| E6 |

| E6 |

| E7 |

| E7 |

| E10 |

| E10 |

| E13 |

| E13 |

| E14 |

| E14 |

| E22 |

| E22 |

| E24 |

| E24 |

| E25 |

| E25 |

| E26 |

| E26 |

| E27 |

| E27 |

| E28 |

| E28 |

| G1 |

| G1 |

| G4 |

| G4 |

| G5 |

| G5 |

| G14 |

| G14 |

| G17 |

| G17 |

| G22 |

| G22 |

| G25 |

| G25 |

| G29 |

| G29 |

| G31 |

| G31 |

| G36 |

| G36 |

| G38 |

| G38 |

| G44 |

| G44 |

| I1 |

| I1 |

| I2 |

| I2 |

| I3 |

| I3 |

| I5 |

| I5 |

| I7 |

| I7 |

| I8 |

| I8 |

| I9 |

| I9 |

| I10 |

| I10 |

| I12 |

| I12 |

| I14 |

| I14 |

| I15 |

| I15 |

| K1 |

| K1 |

| K2 |

| K2 |

| K3 |

| K3 |

| K4 |

| K4 |

| K5 |

| K5 |

| K7 |

| K7 |

| L1 |

| L1 |

| L2 |

| L2 |

| L3 |

| L3 |

| L4 |

| L4 |

| L5 |

| L5 |

| L7 |

| L7 |

## Les animaux et la mythologie égyptienne

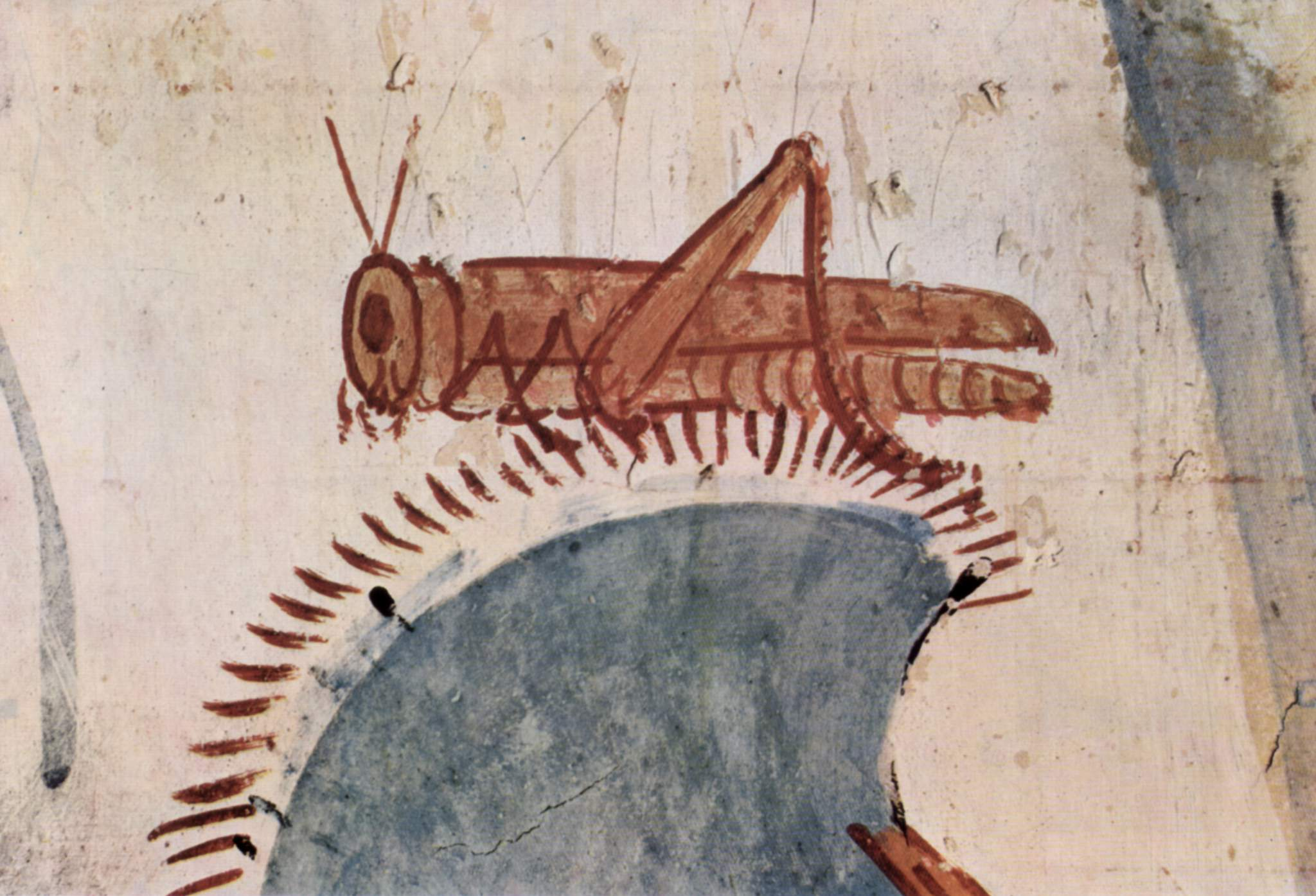
Sauterelle - Tombeau de Horemheb

Les douze heures du jour et de la nuit étaient chacune associées à l'un des douze animaux sacrés que sont :
- le chat,
- le chien,
- le serpent,
- le scarabée,
- l'âne,
- le lion,
- le bélier,
- le taureau,
- l'épervier,
- le singe,
- l'ibis,
- le crocodile.